# Polyphaga

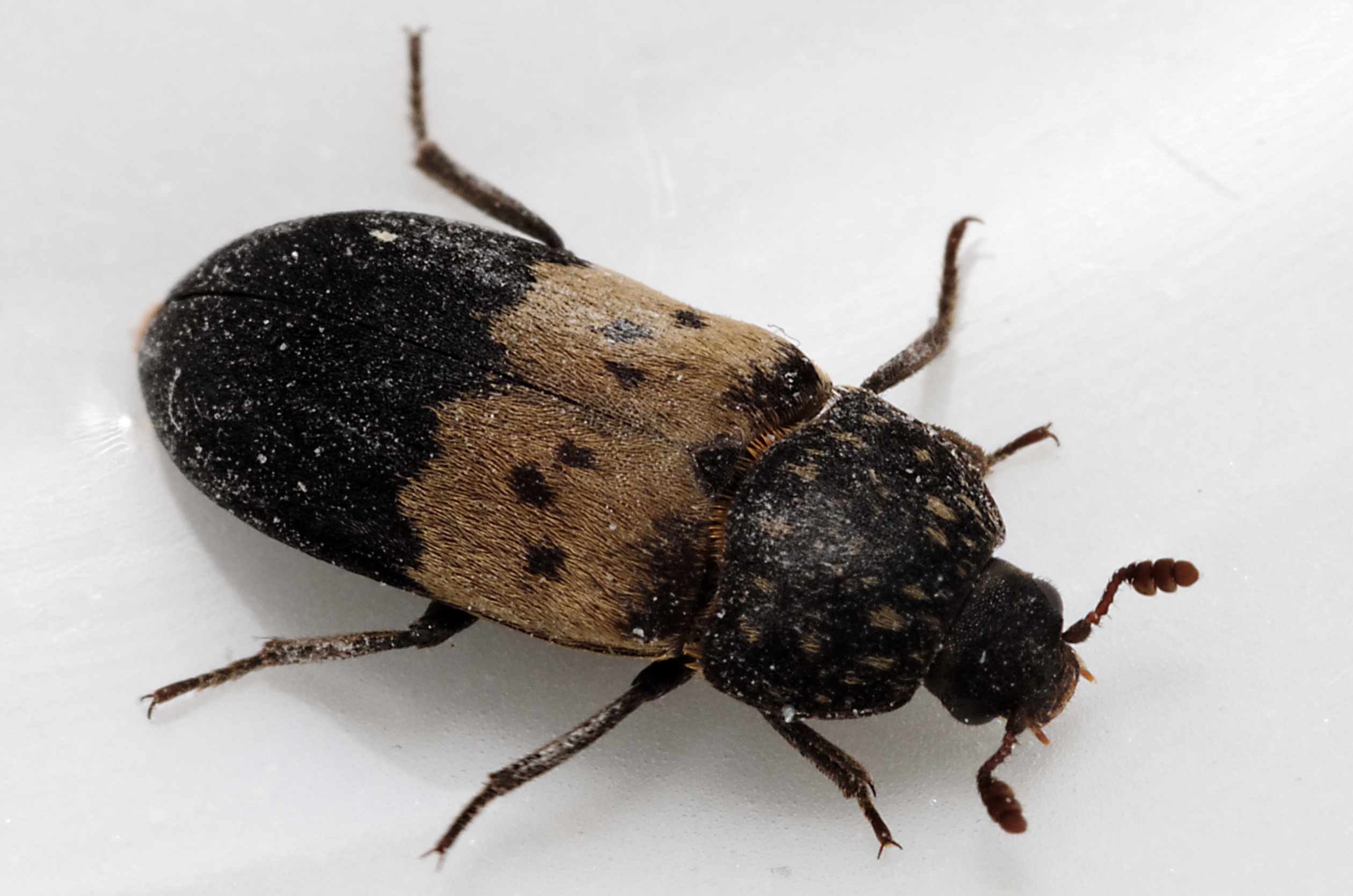
Gemeiner Speckkäfer (Dermestes lardarius) als Speckkäfer ein Vertreter der Bostrichiformia

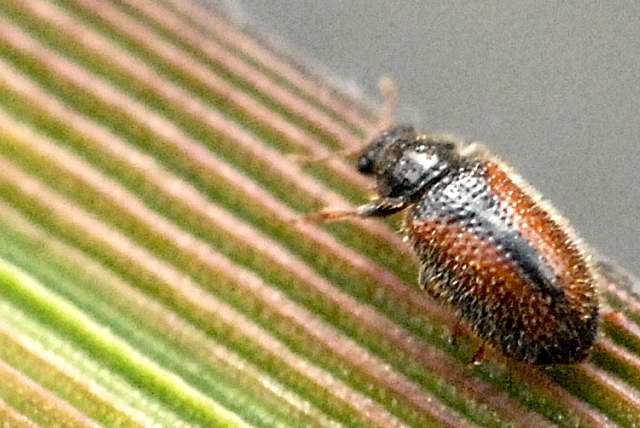
Laricobius erichsoni als Knopfkäfer ein Vertreter der Derodontiformia

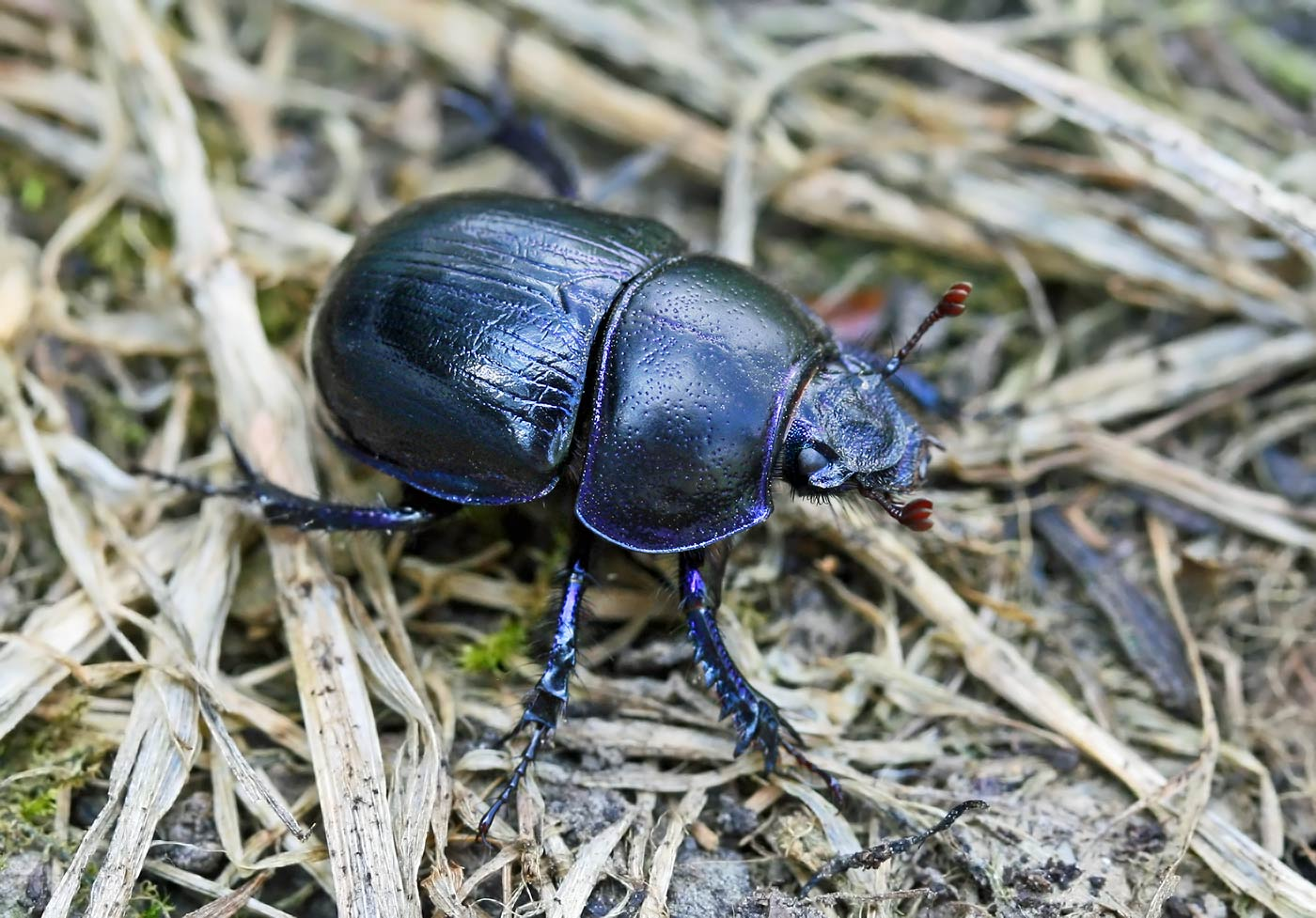
Waldmistkäfer (Anoplotrupes stercorosus) als Mistkäfer ein Vertreter der Scarabaeiformia

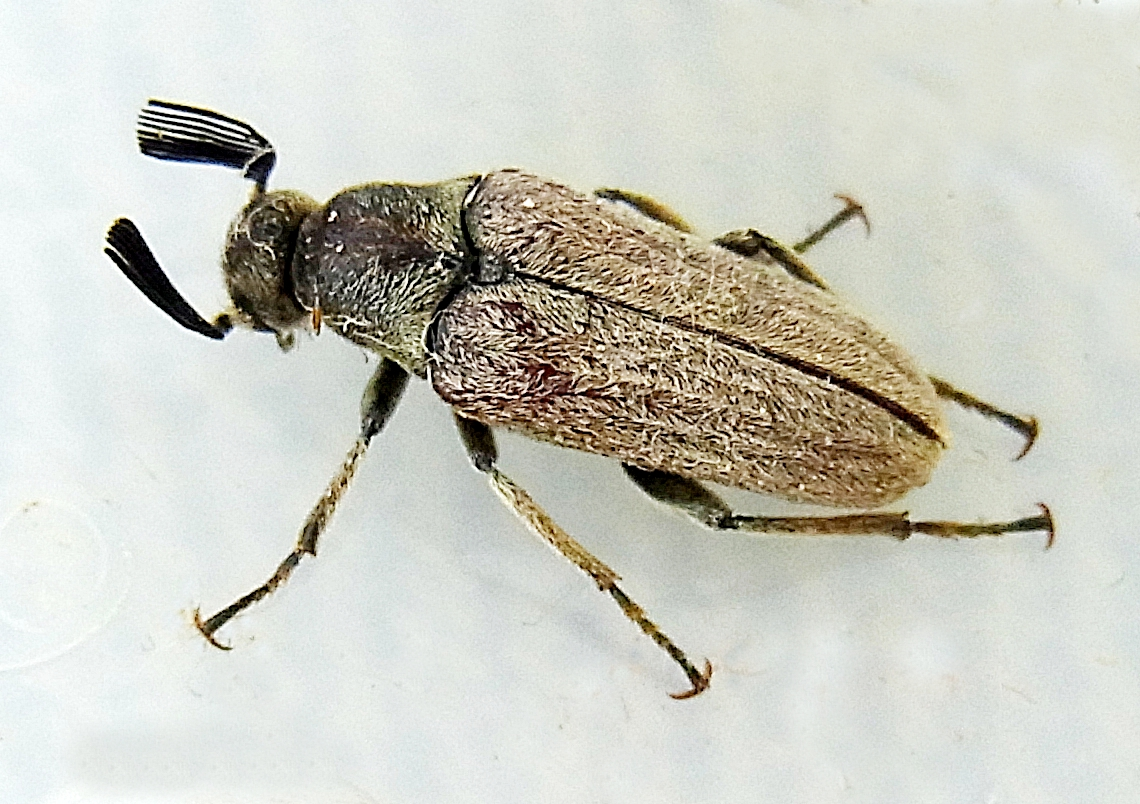
Ptilophorus dufouri, Männchen

Die Polyphaga sind eine Unterordnung der Käfer (Coleoptera). Sie umfasst mit mehr als 320.000 Arten in 151 Familien den überwiegenden Teil aller Käfer und ist damit nicht nur ihre vielfältigste Unterordnung, sondern auch die mit den am stärksten abgeleiteten Gruppen. Die in nahezu allen systematischen Klassifikationen der Käfer bestätigte Gruppierung wurde von Carlo Emery 1886 erstmals beschrieben.

## Merkmale
Bei den Imagines ist die Trennung der Pleura des Prothorax und des die obere Seite bildenden Sklerits: des Pronotums, nicht zu erkennen; die stark reduzierten Pleura sind beweglich und mit dem Trochantin verschmolzen. Die Stabilität des Prothorax bleibt durch eine Naht direkt zwischen dem Vorderabschnitt des Prosternum und Pronotum gewahrt. Daraus ergibt sich, dass nur eine Naht zwischen Notum und Sternum am Prothorax erkennbar ist, die anderen Unterordnungen der Käfer haben aber zwei sichtbare Nähte, zwischen Sternum und Pleurum und zwischen Notum und Pleurum. Auch die Flügelfaltung unterscheidet sich von der der anderen drei Unterordnungen. Bei diesen befinden sich zwischen dem posterioren Ast der Radialader (RP) und dem posterioren Ast der Medianader MP1+2 (MA ist bei den Käfern mit RP verschmolzen und nicht sichtbar) zwei Queradern, die eine markante Zelle begrenzen, die als „Oblongum“ bezeichnet wird. Bei den Polyphaga gibt es keine Zellbildung und maximal eine Querader zwischen Radius und der Mediane. Der entsprechende Flügelbereich ist dadurch flexibler und kann bei der Flügelfaltung eingefaltet werden.
Die Monophylie der Gruppe wird durch die oben beschriebenen Merkmale unterstützt, die möglicherweise Autapomorphien darstellen. Von einigen Wissenschaftlern werden dieselben Merkmale aber anders bewertet, es könnte sich je nach Interpretation der phylogenetischen Verwandtschaft innerhalb und außerhalb der Ordnung der Käfer auch um Symplesiomorphien handeln. Über diese Merkmale hinaus ist auch die Verschmelzung der Propleura mit dem Trochantin ein abgeleitetes Merkmal der Polyphaga, das auch bei den Myxophaga auftritt und daher ein Schwestergruppenverhältnis zwischen diesen Unterordnungen unterstützt. Mit dieser Unterordnung teilen die Polyphaga außerdem die Eigenschaft, dass den Larven ein Beinsegment an ihren somit fünfgliedrigen Beinen fehlt und sie nur eine einzelne Klaue an den Tarsen haben. Das Fehlen des Sterno-coxal-Muskels am Prothorax und des Coxa-subalar-Muskels am Mesothorax sind vermutlich unter anderem weitere Autapomorphien der Polyphaga. Außerdem besitzen nur die Polyphaga im Halsbereich zwei sklerotisierte Spangen, die Cervikalsklerite.
Die Monophylie der Gruppe wird außerdem auch durch molekulare Stammbäume (auf Basis homologer DNA-Sequenzen) stark unterstützt.

## Systematik
Anhand der Basalglieder des Hinterleibs wurden durch Kolbe in seiner Arbeit aus 1908 zwei große Gruppen innerhalb der Polyphaga unterschieden. Die Haplogastra umfassen die Taxa, bei denen am zweiten Segment seitlich Reste der Pleura und Sterna vorhanden sind, bei den Symphiogastra ist das zweite mit dem dritten Sternit verschmolzen und unterhalb der Hüften (Coxen) der Hinterbeine verdeckt. Obwohl diese beiden Gruppen auch durch eine Arbeit von Kukalová-Peck & Lawrence aus dem Jahr 1993, die anhand von Merkmalen an den Flügeln korrespondierend eine „hydrophiloide“ und eine „eucinetoide“ Linie der Polyphaga unterscheiden, unterstützt wird und auch die Monophylie dieser Gruppen durch eine kladistische Untersuchung von Merkmalen der Larven und Imagines durch Hansen aus dem Jahr 1997 bestätigt wird, ist immer noch unklar, ob diese Aufteilung in Untergruppen gerechtfertigt ist. Beutel & Leschen merken dazu an, dass sich die Arbeit von Kukalová-Peck & Lawrence auf ein einzelnes, wenn auch komplexes Merkmalsystem bezog und die Arbeit von Hansen sich hauptsächlich auf die Staphylinoidea und Hydrophiloidea stützte und darüber hinaus nur lediglich drei Arten aus den Scarabaeiformia und der „eucinetoiden“ Linie umfasste. Außerdem zeigen neuere Studien einen Bedarf an Revision der Klassifikation der Polyphaga, da das Gefüge mehrerer hoher Untertaxa nach molekulargenetischen Untersuchungen zweifelhaft wurde. So deuten z. B. zahlreiche Merkmale darauf hin, dass die Scirtoidea nicht zu den Elateriformia gehören, sondern die ursprünglichsten Polyphaga darstellen.
Die Polyphaga werden derzeit in fünf Teilordnungen mit 16 Überfamilien unterteilt:
- Staphyliniformia
  - Hydrophiloidea
  - Staphylinoidea
- Scarabaeiformia
  - Scarabaeoidea
- Elateriformia
  - Scirtoidea
  - Dascilloidea
  - Buprestoidea
  - Byrrhoidea
  - Elateroidea
- Derodontiformia
  - Derodontoidea
- Bostrichiformia
  - Bostrichoidea
- Cucujiformia
  - Lymexyloidea
  - Cleroidea
  - Cucujoidea
    - Gemeiner Gicht-Saftkäfer Bothrideres bipunctatus (Gmelin, 1790)
    - Russischer Faulholzkäfer Triplax russica (Linnaeus, 1758)

  - Tenebrionoidea
  - Chrysomeloidea
  - Curculionoidea

## Belege